# Гандбол на траві
Гандбол на траві — різновид гандболу. Входив у програму Літніх Олімпійських ігор 1936 року у Берліні.

Розміри поля для гри у гандбол на траві

Гра проходила на стандартному футбольному трав'яному полі розміром завдовжки 90-110 м, завширшки 55-65 м. Поле перетинає дві паралельні лінії за 35 м від лінії воріт, які розділяють поле на 3 секції; У кожній секції може бути до 6 гравців кожної команди. Ворота - завширшки 7,32 м і заввишки 2,44 м. Пенальті б'ють з відстані 14 м.
У гру грають дві команди з 11 гравцями (і ще 2 запасних) у два тайми по 30 хвилин кожен.
На Олімпійських іграх 1936 року чемпіоном стала збірна Німеччини. Останній чемпіонат світу з гандболу на траві пройшов у 1966 році.